# Фейрун
Фейру́н (англ. Faerûn, произносится /feɪˈruːn/, в русском фэндоме также встречается транслитерация Фаэрун) — вымышленный субконтинент, являющийся основным сеттингом в DnD вселенной Забытые Королевства. Это — западная часть безымянного континента, напоминающего нашу Евразию. Он расположен на планете Торил (более точно — Аби́р-Тори́л), и кроме Фейруна этот суперконтинент включает в себя Кара-Тур (аналог Дальнего Востока и Китая) и Закхару (мир арабских сказок и обширных пустынь, аналог Среднего Востока). За океаном на Западе находится другой континент — Мацтика, родина ацтекоподобной цивилизации, доколумбовая Америка, аналог Месоамерики. Также под Фейруном находится обширная сеть подземных туннелей, называемая Подземье.

## Общая характеристика
Экономически и технологически Фейрун сопоставим с Западной Европой в период Позднего Средневековья. Порох, известный здесь как дымной порошок, уже известен, но по своему составу он отличается от своего исторического прародителя. Он начинает обретать популярность, но все-таки в большей части вооружения по-прежнему доминирует оружие, существовавшее до пороха, такое как мечи, копья, луки и т. п. Большинство населения Фейруна состоит из фермеров, которые живут довольно свободно в полуфеодальной системе. Есть также ряд крупных городов, а торговля между странами является распространенной, как в эпоху Возрождения. Однако еще сохранились и варварские племена, где властвуют традиции.
В мире Фейруна существует несколько расовых пантеонов, которым поклоняются жители того или иного географического региона или целая раса. Вера охватывает широкий круг этических убеждений и интересов.
На просторах фейрунского континента развернули свою деятельность сотни гильдий, культов, орденов и тайных обществ. Некоторые из них собрались, чтобы вести войну против зла, дав клятвы служить добру, подобно тем, что дают паладины. Но большинство организаций состоят из богатых, жадных до власти, и часто жестоких людей, заинтересованных лишь в воплощении своих грязных планов.
Постоянные организации стандартны, но в Королевствах это может означать многое. В большинстве случаев такие организации имеют единственного лидера. В этом случае ясно, кто отвечает за их действия. Обычно постоянная организация также имеет штаб или замок, построенный силами самой гильдии, или город, в котором живут все её члены. Гильдия без постоянного штаба почти всегда имеет средства передвижения, и, прибывая на место задания, её члены встают большим лагерем.

## География
Безымянный континент включает в себя территории, идентичные земным: Европе, западной Азии и большей части Африки. Помимо внешней береговой линии на западе и юге, одной из основных деталей континента является Море Упавших Звёзд. Это непостоянное внутреннее море, которое сохраняет внутренние земли плодородными, и служит основным торговым маршрутом для граничащих государств.
Также следует упомянуть Шаар — широкую равнину на юге, которая, вместе с Озером Пара, отделяет области вокруг внутреннего моря от прибрежных народов на южном краю континента. На востоке Фейрун граничит с обширной степью Кара-Тура, а на севере с массивными ледниками (Пелверия и Регед) и тундрой. На юге континента, отделённые Великим Морем лежат субтропические земли Захары.
На континенте расположены следующие географические и политические регионы:
- Запад — этот регион включает земли Побережья Мечей к югу от Вотердипа и к северу от Сияющего Моря. Сюда входят Врата Балдура, Амн, Тетир и Калимшан, Эвереска, Лантан, острова Муншае, Нимбрал и Центральный Запад. Сюда также относят множество Нелантерских островов, лежащих в открытом океане к западу от Побережья Мечей.
- Северо-запад — Пустынные земли с холодным климатом, населённые преимущественно орками и племенами варваров, этот регион чаще всего называют просто, как «Север». Эта дикая местность раскинулась между огромной пустыней Анаурок на востоке и Морем Мечей на западе. В этом регионе расположены Высокий Лес, Долина Ледяного Ветра, Мифрил-Холл, и Побережье Мечей с городами Невервинтер и Вотердип. Эта область Фейруна — один из самых популярных регионов, для проведения ролевых игр, а также является местом действия, для множества настольных и компьютерных игр.
- Север — Эта область простирается от пустыни Анаурок на западе, к восточному берегу внутреннего Лунного моря. Это — земля контрастов, с лесистыми Долинами и бескрайней пустошью Анаурока, побережьем Лунного моря, Простором и холодными степями.
- Северо-восток — Эти отдалённые территории протянулись от холодных запретных земель, возле великих ледников, к северо-восточным берегам Моря Упавших Звёзд. На западе они огорожены горной цепью Ваасы, а на востоке упираются в обширные степи Земель Орды. Здесь находятся Дамара, Великая Долина, Нарфелл, Теск и Рашемен — аналог Древней Руси в мире Забытых Королевств.
- Восток —- большинство народов этой части света живет на восточных берегах Моря Падающих Звезд, возле длинного залива, что тянется к югу и называется Морем Аламбер. Север этой таинственной земли зовут «недостижимым востоком», а юг — «Старыми империями». Сюда входят Агларонд, Алтумбель, Чессента, Чандлвуд, Мулхоранд, Мургом, Тэй и Унтер. Среди их народов распространено рабовладение.
- Внутренние земли —- За исключением Сияющих Равнин, это земли, лежащие на побережье внутреннего Моря Падающих Звезд. На севере Залив Дракона протягивается далеко на запад, заканчиваясь в землях Центрального Запада. На юге, Вилхонский залив тянется на юго-запад. Важнейшие из Внутренних земель — Чондат, Кормир, Побережье Дракона, Хлондет, Пиратские острова, Сембия, Сеспеч, Турмиш и Сияющие равнины.
- Юго-запад состоит из протянувшегося в море Чалтанского полуострова. С севера он омывается водами Сияющего Моря, соединенного Проливом Бурь с Озером Пара. К югу от Чалта простирается Великое море. Здешние королевства — Чалт, Лапалийя, Самарач, Ташалар и Тиндол.
- Юг включает в себя Пограничные Королевства, Дамбрат, Великий Разлом, Халруаа и равнины Шаар. Это земли к югу от Моря Падающих Звёзд, изолированные Озером Пара с запада и Великим Морем с юга. На западе они граничат с полуостровом Чалт, а на востоке с Люйреном.
- Юго-восток включает в себя земли на берегах Великого Моря, напротив континента Захара. Их называют «Сияющие Земли» — это Дурпар, Эстагунд и Золотой Вар, страна полуросликов Люйрен, Улгарт — восточная оконечность Фейруна, и полный чудовищ Велдорн.

## Важные регионы

### Побережье Мечей
Побережье Мечей (Swords Coast) — северо-западное побережье Фейруна, к востоку от Моря Мечей. Называется так по клиновидной форме, которую этот регион образует, зажатый между Морем Мечей на западе и Хребтом Мира на севере. На юге Побережье граничит с пустынями Калимшана. Побережье Мечей составляет большую часть запада и северо-запада Забытых Королевств.
Основная часть населения побережья живет в крупных городах-государствах, таких как основные морские порты Лускан, Вотердип, Невервинтер, Аткатла и Врата Балдура. Эти города преимущественно населены людьми, как и Амн, и Десять Городов Долины Ледяного Ветра. Дальше от побережья, в отрогах Хребта Мира находятся поселения дварфов, такие как Мирабар и Адбар. В то время как портовые города живут преимущественной торговлей и рыбной ловлей, поселения дварфов являются основным источником руды и драгоценных камней для региона.
Побережье Мечей и его города-государства являются основной ареной большинства книг и компьютерных игр по сеттингу Forgotten Realms.

### Долина Ледяного Ветра
Расположенная на крайнем северо-западе Фейруна, эта долина отделена Хребтом Мира и морем от Побережья Мечей, с которым соединяется небольшим проходом у отрогов гор. Эта страна представляет собой бескрайнюю заснеженную тундру, ограниченную с востока Регхедским Ледником. В долине находится Десять Городов, большинство из которых построено на берегах двух озер, богатых Костяной форелью, рыбой поделки из кости которой являются основным источником дохода Долины. Столица людей Десяти Городов — Брин-Шандер, единственный город, стоящий вдалеке от берегов. К северу, в тундре, обитают дикие и воинственные варвары Долины, а также племена йети, гоблинов и огров.

### Земли Орды
Земли Орды (Hordelands) — огромная степь на северо-востоке Фейруна, отделяющая его от Кара-Тура. Известна также, как Бескрайняя Пустошь (Endless Waste). Превосходит по своим размерам даже Шаар на юге и Поля Мёртвых на западе. Граничит с Ял-Тенги на севере, Нарфеллом, Рашеменом и Тэем на западе, Мургомом, Семфаром, и массивной, Гималаи-подобной горной грядой, Йехимал, на юге, и королевством Шу Ланг на востоке. Населена монголо-подобными Туйганцами и другими варварскими племенами.

### Подземье
Подземье, или Андердарк, расположено глубоко под почвой Забытых Королевств. Это мир пещер, тоннелей и залов, никогда не видевших солнечного света. Пещеры Подземья населены различными народами, приспособившимися к жизни под землёй, многие из них от природы умеют видеть в инфра-красном спектре, что народам Поверхности дается только с помощью заклинаний. Среди самых распространенных обитателей Подземья — тёмные эльфы дроу, иллитиды, наблюдатели, гоблины, различные роды гномов и дварфов (свирфнеблины, двергары, пичи и др). Большинство этих народов придерживается злых и хаотических мировоззрений, и враждуют с обитателями поверхности, хотя изредка заключают союзы друг с другом. В Андердарке находятся крупные города дроу, такие как Мензоберранзан и Чед-Насад.

### Сембия
Сембия (Sembia) — богатая купеческая республика, в центре Фейруна, вытянувшаяся вдоль северо-западного берега Моря Упавших Звёзд, между Кормиром на западе, Лунным морем на востоке и пустыней Анорач на севере. Населена преимущественно людьми, однако немалую часть составляют эльфы и полурослики. Правитель Сембии — Верховный мастер, избираемый раз в 7 лет, правит в столице государства, Ордулине.

### Кормир
Кормир (Cormyr) — могучее человеческое королевство, на севере Фейруна, лежащее вдоль северных берегов Моря Упавших Звёзд, между Озером Драконов и пустыней Анорач. Кормир также называют Лесной Страной или Землёй Пурпурного Дракона. Это богатое королевство, его южные, восточные и северо-восточные регионы заселены фермерами, предлагающими избытки урожая на продажу; центральные регионы до сих пор заполнены лесом, богатым древесиной и дичью. Также, Кормир имеет важное стратегическое положение, располагаясь на торговых путях ведущих от городов Лунного моря, на север; к востоку расположены Долины; под боком находится Внутреннее Море (с двумя важными портами Сузайлом, столицей Кормира, и Марсембером); недалеко лежат и земли севера, запада, северо-запада и юга, в особенности богатые города-государства и королевства Побережья Мечей. Кормир является государством, с наследной монархией, и управляется королём и избираемыми им городскими лордами.

### Калимшан
Калимшан (англ. Calimshan) — одно из древнейших государств Фейруна, расположенное в юго-западной части Фейруна на берегах Сияющего и Бескрайнего морей. Государство было основано в −7800 году джинном по имени Калим, но многие тысячелетия после этого Калимшан был империей людей, имевшей значительное влияние на весь регион. В результате Магической чумы джинн Калим и его враг ифрит Мемнон вернулись в Калимшан, а их последователи-генаси захватили власть в стране, обратив всё местное население в рабство. В настоящее время в регионе идёт борьба — сторонникам Калима принадлежит южный город Калимпорт, некогда столица империи, сторонники Мемнона обосновались в северном городе, названном его именем. В восточной части Калимшана находится город Альмрайвен, контроль над которым удалось удержать человеческим магам.
В центре Калимшана раскинулась огромная пустыня Калим, образовавшаяся в результате опустошительных битв между армиями джинна и ифрита несколько тысячелетий назад. Северную границу региона формирует горная гряда, где живут орки и огры, совершающие регулярные набеги на шахты Мемнона.

## Островные королевства
Великие островные королевства западных морей имеют немного дел друг с другом. Но в этом отношении они имеют много дел с остальной частью Фейруна. Каждое из них имеет свой собственный народ, историю и жизненный путь, в пределах от магической мощи, окружающей Эльвен Корт на Эвермите, до зверских налётчиков Островов Нелантер.

### Эвермит
Изначально населенный солнечными эльфами Эвермит — ныне убежище Эльфийского Двора, ушедшего с Фейруна. Лунные эльфы, солнечные эльфы и некоторые лесные эльфы последовали за королевой Эмлараэль, когда она переместила центр эльфийской жизни из своего старого дома в лесу Кормантор. Эвермит — защищённое место, удалённое от человеческих центров власти типа Кормира и Жентил Кипа. Магическое королевство эльфов находится в восемнадцати сотнях миль на запад от Фейруна в Бесследном Море. Эльфийская высокая магия, морские эльфы, бдительные волшебники и мощный флот охраняют остров. Немногие подходят к Эвермиту, кроме тех, кто уже является гостем эльфов.

### Лантан
«Здесь поклоняются Гонду и остерегаются магии» — эту фразу из рассказов про Лантан слышал практически каждый житель Фейруна. Немногие располагают большей информацией, кроме распространенных слухов о том, что Лантан — это необычное и опасное место, где обычное колдовство меркнет по сравнению с механическими машинами и инфернальными устройствами.
Жители острова преуспели в нахождении технических решений проблем, которые в Фейруне обычно решают при помощи магии. Полные веры в Гонда лантанийцы возделывают землю, мастерят вещи и неустанно экспериментируют. Лантанские изобретатели постоянно создают «маленькие чудеса» во славу Гонда, и иногда продают или обменивают их на стекло, уголь и другие материалы.
Некоторые изобретения с Лантана, такие как: подвеска для повозок, секционные колёса, самозаполняющиеся масляные лампы, которые работают до тех пор пока в канистре есть масло, светолучевые и веревочные устройства, шарниры, часовые механизмы, замки, специальные механические иглы, смазанные ядом, служащие защитой от воров — стали популярными на континентальном Фейруне. На Лантане были также изобретены ветровые веера, складывающееся оружие, а также высокоточные инструменты.

### Острова Муншае
Холодная группа скалистых островов, скрытых туманами и глухими лесами и усеянных тварями, трясинами и словно вырывающимися из земли горами, Острова Муншае поделены двумя доминирующими расами человеческого народа. Северная часть островов — во власти мореплавателей-северян, происходящих от налётчиков Руатима. Более темноволосая и темнокожая человеческая раса, известная как Ффолки — давние жители островов, владеюющие южной частью Муншае. Ффолки создали дюжину мелких королевств, управляемых Высокой Королевой.

### Острова Нелантер
Острова Нелантер — широко рассеянная цепь из почти тысячи островов, разбрызнутых от Амна в Бесследное Море. Больше половины островов не имеют источников пресной воды и непригодны для жизни, нередко становясь местом гибели кораблей на своих рифах. Сотни островов, имеющих питьевую воду и способные поддерживать жизнь, захвачены морскими пиратами, разбойничающими на морских путях между Амном, Калимшаном, Побережьем Меча и Островами Муншае. Кроме своей зависимости от насилия и воровства, Нелантер имеет удивительно немного общего с Пиратскими Островами Побережья Дракона. На Пиратских Островах преобладают люди, в то время как пираты Нелантера — нелюди типа орков, людоящеров, огров и минотавров. Различные расы и фракции пиратов Нелантера воюют между собой также часто, как и с другими.

### Нимбрал
Нимбрал Морской Приют — легендарная и редко посещаемая земля, которая находится далеко от западного побережья Фейруна, к юго-западу от Лантана. Это маленькое царство гор, высоких лугов и глубоких зелёных лесов. Маленькие фермы и украшенные шпилями замки в стиле фейри разбросаны по сельской местности. Маленькие прибрежные города служат рыбацкими портами и доками для нечастых посетителей. Многие полагают, что эта земля — просто легенда. Затворнический народ Нимбрала имеет заслуженную репутацию великих волшебников. Анклав прилежных, сосредоточенных на себе и чрезвычайно мощных архимагов, называемых Лордами Нимбрала, управляют этим местом. Лорды держатся сами по себе и разделяют время между правлением и магическими исследованиями. Предполагают, что есть более двух дюжин этих лордов и дюжина учеников, все вместе они образуют дружное, лояльное семейство. Они ревностно охраняют свои тайны, опасаясь нападений таких групп как «Красные Волшебники», «Тайное Братство», «Культ Дракона» и «Искривлённая Руна».

## Народы
Фейрун является домом для ряда нечеловеческих существ различной степени цивилизованности: среди них различные расы дварфов, гномов, халфлингов и эльфов, а также гоблинов, орков, ящеров, гигантов и даже драконов.
- Гуманоиды:
  - люди
  - эльфы (дроу (темные эльфы), авариэли (крылатые эльфы), лунные эльфы, солнечные эльфы, лесные эльфы, дикие эльфы, морские эльфы)
  - дварфы (двергары (дергары) — тёмные (серые) дварфы, дикие дварфы, золотые дварфы, холмовые дварфы)
  - полурослики
  - великаны (ледяные великаны, огненные великаны, холмовые великаны, облачные великаны, штормовые великаны)
  - гномы (свирфнеблины — глубинные гномы)
  - нимфы
  - дриады
  - дракониды
  - затронутые планами (аасимары, тифлинги, генаси и другие существа, чьи предки не из мира Забытых Королевств)
- Гоблиноиды:
  - гоблины
  - хобгоблины
  - кобольды
  - багбиры
  - огры
  - эттины
  - орки (серые орки, ороги, ондонти)
- Антропоморфные:
  - драуки
  - ракшасы
  - крысы-оборотни (крысолаки)
  - волки-оборотни (волколаки)
  - минотавры
  - людоящеры
  - юань-ти
  - кошки-оборотни
  - медузы
  - фаериммы
- Чудовища:
  - тролли
  - драконы
  - иллитиды
  - бехолдеры

## Летоисчисления в Королевствах
- Летоисчисление Долин (DR): Нулевым годом в этом летоисчислении, считается год, в котором эльфийские правители разрешили людям заселять более просторные лесные регионы. Данное описание Королевств примерно соответствует 1367 DR.
- Летоисчисление Кормира (CR): Кормирское летоисчисление начинается в год основания династии Обарскир, которая до сих пор правит этой землёй. Это описание соответствует 1342 CR. Эта 25 летнаяя разница между Кормирским летоисчислениеми и летоисчислением Долин вызвала некоторую неразбериху. Многие календари используют DR летоисчисление, но основание Кормира относят к первому году, вместо двадцать шестого. Этот факт вполне объясним, так как эти системы были придуманы двумя близкими народами, но эта неточность зачастую приводила к тому, что многие опытные маги буквально бились головой об стол, пытаясь разгадать эту «загадку».
- Летоисчисление Вотердипа (NR): Это летоисчисление используется в Вотердипе. Отсчет начинается с того года, когда Агерон стал первым лордом Вотердипа. Это описание Королевств соответствует 335 NR. Существует еще и более архаичная система — Waterdeep Years (WY). В настоящее время она практически не используется, её можно встретить только в древних текстах. Это описание соответствует 2455 WY.
- Годы Драконов (DY). В этом древнем летоисчислении используется двухсотлетний цикл (поколение дракона), каждый цикл имеет свой цвет, а 10 циклов составляют двухтысячелетний цикл названный по типу дракона. Это летоисчисление практически забыто, так что никто не сможет с уверенностью сказать какой сейчас год: 145 или 147 взрослого красного дракона.